# Stjórnin
Stjórnin war eine isländische Band mit Sigriður Beinteìnsdottir (* 24. Juli 1962) und Grétar Örvarsson (* 11. Juli 1959) als Sänger.

## Werdegang
Sie wurden ausgewählt, Island beim Eurovision Song Contest 1990 in Zagreb zu vertreten. Ihr Schlager Eitt lag enn landete auf dem vierten Platz. Beide Sänger nahmen zwei Jahre später erneut am Contest teil, dann als Mitglieder der Gruppe Heart 2 Heart.
Sigriður Beinteìnsdottir hatte unter dem Künstlernamen Sigga einen weiteren Auftritt, bei dem sie den zwölften Platz beim Contest 1994 erlangte.